# Svenska konstnärsförbundet
Svenska konstnärsförbundet (förkortas SK) är en intresseorganisation för konstnärer som bildades 1975. De verkar inom kategorierna bildkonst, konsthantverk, skulptur, illustration, grafik, foto- och videokonst samt smides- och textilkonst.
SK är ett riksförbund med förbundskansli i Stockholm och är indelat i fem regioner, Öst, Väst, Mitt, Syd och Nord med egen styrelse och verksamhet.